# Huberantha rumphii
Huberantha rumphii là loài thực vật có hoa thuộc họ Na. Loài này được August Wilhelm Eduard Theodor Henschel công bố miêu tả khoa học đầu tiên năm 1833 dưới danh pháp Guatteria rumphii theo mô tả trước đó của Carl Ludwig Blume. Năm 1923 Elmer Drew Merrill chuyển nó sang chi Polyalthia. Năm 2015, Tanawat Chaowasku et al. chuyển nó sang chi Huberantha.